# Keynesiaanse economie

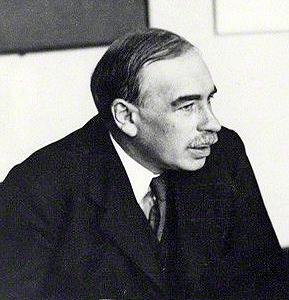
John Maynard Keynes in 1933.

De keynesiaanse school is een stroming in de economische wetenschap, gebaseerd op de ideeën van de Engelse econoom John Maynard Keynes (1883-1946). De keynesiaanse economie verkondigt een grotendeels structuralistische opvatting, waarin de plaats van de mens in zijn (macro-)economische omgeving een voorname oorzaak is van individueel economisch gedrag.
Als voornaamste tekst geldt Keynes' General Theory of Employment, Interest and Money (Algemene Theorie van Werkgelegenheid, Rente en Geld, 1936), een boek dat hij in 1936 publiceerde als een antwoord op de Grote Depressie die begin jaren 30 uitbrak. Keynes' ideeën en van zijn navolgers, boden beleidsrecepten om de effecten van conjunctuurschommelingen op te vangen, werkgelegenheid te scheppen in slechte tijden en zo markteconomieën te stabiliseren. Varianten van de keynesiaanse economie waren van 1945 tot ca. 1980 de dominante stroming in de economische wetenschap en de inspiratie voor veel economische politiek in de kapitalistische wereld. In de jaren 70 raakte de stroming in verval.

## Achtergrond
Tot aan de Grote Depressie was de heersende gedachte dat elke economie in wezen zelfregulerend van aard is, waardoor zaken als werkgelegenheid en uitvoer automatisch optimaal zijn. Deze aanname werd fel bestreden door Keynes, die stelde dat als gevolg van een baisse en de bijbehorende economische krimp onder meer de werkloosheid enorm toenam. Om dit te voorkomen moest de overheid geld lenen en weer uitgeven, personeel voor de publieke sector inhuren en investeren in de publieke infrastructuur. Het geld dat door de overheid wordt uitgegeven, verspreidt zich volgens het keynesianisme weer door de economie als gevolg van de werking van de multiplier. Het keynesianisme bevordert dus een gemengde economie, waarin zowel de overheid alsook de privésector een belangrijke rol speelt.
Het opkomen van het keynesianisme markeerde het einde van de laissez-faire-economie (een economische theorie die ervan uitgaat dat de markten en de privésector op hun eigen houtje moeten opereren, zonder dat de overheid ertussen komt) en leidde tot de verzorgingsstaat zoals wij die nu kennen. In het keynesiaanse denkbeeld zijn economieën grillig en worden ze door de overheid door middel van monetair en fiscaal beleid gestuurd.

## Theorie
In Keynes' theorie kunnen de algemene tendensen op macro-economisch niveau het gedrag op micro-economisch niveau van individuen overheersen. In plaats van het economische proces, dat naar ononderbroken verbeteringen van de potentiële output streeft, en waarin de meeste klassieke economen al vanaf 1700 hadden geloofd, beweerde Keynes dat het belang van de gezamenlijke vraag naar goederen van zowel de overheid als de privésector, de drijvende factor van de economie was, vooral tijdens perioden van recessie. Vanuit dit standpunt debiteerde hij dat het overheidsbeleid zou worden gebruikt om de vraag op macro-economisch niveau aan te zwengelen, om hoge werkloosheid en deflatie te kunnen bestrijden, die in de jaren 30 voorkwamen.
Een centrale conclusie van de keynesiaanse economie geeft weer dat er geen sterke automatische tendens bestaat om output en werkgelegenheid verder te doen evolueren om naar een niveau van volledige werkgelegenheid te komen. Dit, dacht Keynes, staat in conflict met de principes van de klassieke economie. Deze volgt de algemene tendens om naar een evenwicht te komen, in een economie die door het streven naar meer winst beheerst wordt. In de neoklassieke economie, die de keynesiaanse macro-economische concepten met een micro-economische grondslag combineert, wordt prijsaanpassing toegepast om de voorwaarden van een algemeen evenwicht te bereiken. Keynes zag dit eerder als een algemene theorie die ofwel volledig, ofwel weinig gebruikmaakt van de beschikbare middelen, terwijl de economie voor de jaren 30 zich enkel concentreerde om volledig gebruik te maken van de middelen die zij ter beschikking had.

### Macromodel
Het volgende model is een vereenvoudigd keynesiaans macro-economisch model (zonder buitenland), gebaseerd op Heertje. Variabelen:
- C, de consumptie van gezinnen
- I, de investeringen van bedrijven
- S, de besparingen van gezinnen
- W, de waarde van het netto nationaal product (productie min afschrijving)
- Y, het nationaal geldinkomen
- EV, de effectieve vraag
- T, de fysieke output
- P, het prijspeil

Per definitie geldt dat
- EV = C + I
- W = P × T
- Y = C + S

Bij marktevenwicht geldt bovendien dat EV = W.
In de keynesiaanse visie is de effectieve vraag EV de 'motor' van de productie en past W zich daaraan via het marktmechanisme aan. In een tijd van onzekerheid neemt de consumptiequote, de verhouding C/Y, af, omdat gezinnen meer willen sparen. Daardoor daalt echter EV. Als gevolg van deze onderconsumptie raakt de markt uit evenwicht; de productie W wordt naar beneden bijgesteld om een nieuw evenwicht te bereiken. Daardoor stijgt de werkloosheid.
Volgens Keynes kan de overheid op dit moment ingrijpen door de vraag EV kunstmatig te vergroten (extra overheidsuitgaven), en kan de overheid dit doen zonder het risico op inflatie te lopen. Hij ging er namelijk vanuit dat een stijging van de productie W in eerste instantie alleen nieuwe arbeidsplaatsen zou scheppen: een verhoging van de output T met gelijkblijvende P. Pas als T zijn maximale waarde bereikt, die overeenkomt met een situatie van volledige werkgelegenheid, kan een stijging van W alleen de vorm aannemen van een stijging van P, oftewel geldontwaarding.

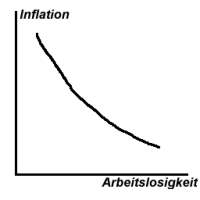
Schets van de keynesiaanse Phillipscurve: op de x-as de werkloosheid, op de y-as de inflatie. De economie bevindt zich, in theorie, op ieder moment ergens op of in de buurt van deze curve.

Keynes' navolgers in de jaren 60 vervingen de sprong van productieverhoging naar inflatie door een geleidelijker effect, dat beschreven werd door (een variant van) de Phillipscurve. Deze bood beleidsmakers een afweging tussen werkloosheid en inflatie: economisch beleid was in deze visie vooral het vinden van de gewenste positie op deze curve, door meer of minder werkgelegenheid te scheppen vanuit de overheidsbestedingen (overheidsprojecten, fiscaal beleid).

## J.M. Keynes, vrijhandel en protectionisme

### Keerpunt van de Grote Depressie
Aan het begin van zijn carrière was Keynes een Marshalliaanse econoom die diep overtuigd was van de voordelen van vrijhandel. Vanaf de crisis van 1929, toen hij vaststelde dat de Britse autoriteiten zich ertoe verbonden de goudpariteit van het pond sterling te verdedigen en dat de nominale lonen te rigide waren, ging hij geleidelijk over tot protectionistische maatregelen.
Op 5 november 1929, toen hij door het MacMillan Comité werd gehoord om de Britse economie uit de crisis te halen, gaf Keynes aan dat de invoering van invoertarieven zou helpen om de handelsbalans weer in evenwicht te brengen. Het rapport van de commissie stelt in een hoofdstuk getiteld "import control and export aid" , dat in een economie waar geen volledige werkgelegenheid is , de invoering van tarieven de productie en de werkgelegenheid kan verbeteren. De vermindering van het handelstekort is dus gunstig voor de groei van het land.
In januari 1930 stelde Keynes in de Economic Advisory Council voor om een systeem van bescherming in te voeren om de invoer te beperken. In de herfst van 1930 stelde hij een uniform tarief voor van 10% op alle invoer en subsidies van hetzelfde percentage voor alle uitvoer. In de Verhandeling over geld, gepubliceerd in de herfst van 1930, nam hij het idee op van tarieven of andere handelsbeperkingen met als doel het volume van de invoer te verminderen en de handelsbalans weer in evenwicht te brengen.
Op 7 maart 1931 schreef hij in de New Statesman en Nation een artikel met de titel "Voorstel voor een tariefinkomen". Hij wijst erop dat de verlaging van de lonen leidt tot een daling van de nationale vraag, waardoor de markten aan banden worden gelegd. Hij stelt in plaats daarvan het idee voor van een expansief beleid in combinatie met een tariefstelsel om de effecten op de handelsbalans te neutraliseren. De toepassing van douanetarieven leek hem "onvermijdelijk, wie de Minister van Financiën ook moge zijn". Voor Keynes is een economisch herstelbeleid dus alleen volledig effectief als het handelstekort is weggewerkt. Hij stelde een belasting voor van 15% op industrieproducten en halffabrikaten en 5% op bepaalde voedingsmiddelen en grondstoffen, waarbij andere die nodig waren voor de export werden vrijgesteld (wol, katoen).
In 1932, in een artikel getiteld The Pro- and Anti-Tariffs, gepubliceerd in The Listener, overwoog hij de bescherming van boeren en bepaalde sectoren zoals de automobiel- en ijzer- en staalindustrie, omdat hij deze onmisbaar achtte voor Groot-Brittannië.

### Kritiek op de theorie van het comparatief voordeel
In de post-crisissituatie van 1929 achtte Keynes de veronderstellingen van het vrijhandelsmodel onrealistisch. Hij bekritiseert bijvoorbeeld de neoklassieke veronderstelling van loonaanpassing.
Reeds in 1930 betwijfelde hij in een nota aan de Economic Advisory Council van de winst uit specialisatie in het geval van industrieproducten. Toen hij deel uitmaakte van het MacMillan-comité, gaf hij toe dat hij niet langer "geloofde in een zeer hoge mate van nationale specialisatie" en weigerde "een industrie in de steek te laten die voorlopig niet in staat is te overleven". Hij bekritiseerde ook de statische dimensie van de theorie van het comparatief voordeel, die volgens hem, door het definitief vastleggen van comparatieve voordelen, in de praktijk leidt tot een verspilling van nationale middelen.
In de Daily Mail van 13 maart 1931 noemde hij de veronderstelling van een volmaakte sectorale arbeidsmobiliteit "onzin", omdat daarin wordt gesteld dat iemand die zonder werk komt te zitten, bijdraagt tot een verlaging van de loonvoet totdat hij een baan vindt. Maar voor Keynes kan deze verandering van baan kosten met zich meebrengen (zoeken naar werk, opleiding) en is zij niet altijd mogelijk. In het algemeen brengen voor Keynes de veronderstellingen van volledige werkgelegenheid en automatische terugkeer naar het evenwicht de theorie van het comparatief voordeel in diskrediet.
In juli 1933 publiceerde hij een artikel in de New Statesman en Nation, getiteld National Self-Sufficiency, waarin hij kritiek uitte op het argument van specialisatie van economieën, dat de basis vormt van vrijhandel. Hij stelt dus het zoeken naar een zekere mate van zelfvoorziening voor. In plaats van de door de Ricardiaanse theorie van het comparatief voordeel bepleite specialisatie van de economieën, geeft hij de voorkeur aan het behoud van een verscheidenheid van activiteiten voor naties. Daarin weerlegt hij het principe van vredestichtende handel. Zijn visie op handel is die geworden van een systeem waarin buitenlandse kapitalisten wedijveren om de verovering van nieuwe markten. Hij verdedigt het idee om op nationale bodem te produceren wanneer dat mogelijk en redelijk is. In hetzelfde artikel spreekt Keynes zijn sympathie uit voor voorstanders van protectionisme, en spreekt hij over zijn pro-vrijhandel ideeën in de verleden tijd. 
Hij merkt op in National Self-Sufficiency:

Een aanzienlijke mate van internationale specialisatie is noodzakelijk in een rationele wereld in alle gevallen waarin deze wordt opgelegd door grote verschillen in klimaat, natuurlijke hulpbronnen, inheemse aanleg, cultureel niveau en bevolkingsdichtheid. Maar voor een steeds groter aantal industrieproducten, en misschien ook voor landbouwproducten, ben ik gaan betwijfelen of het economische verlies van nationale zelfvoorziening groot genoeg is om op te wegen tegen de andere voordelen van het geleidelijk onderbrengen van het product en de verbruiker in de sfeer van dezelfde nationale, economische en financiële organisatie. Uit de opeenstapeling van ervaringen blijkt dat de meeste moderne massaproductieprocessen in de meeste landen en klimaten met bijna gelijke efficiëntie kunnen worden uitgevoerd.

Hij schrijft ook in National Self-Sufficiency:

Ik sympathiseer daarom met hen die de economische verstrengeling tussen naties willen minimaliseren, eerder dan maximaliseren. Ideeën, kennis, wetenschap, gastvrijheid, reizen - dat zijn de dingen die van nature internationaal zouden moeten zijn. Maar laat goederen in eigen land worden geproduceerd wanneer dat redelijkerwijs en gemakkelijk mogelijk is, en laat, bovenal, financiën in de eerste plaats nationaal zijn.

In latere jaren onderhield Keynes een schriftelijke correspondentie met James Meade waarin de kwestie van de invoerbeperking centraal stond. Keynes en Meade bespraken de beste keuze tussen quota en tarieven. In maart 1944 begon Keynes een discussie met Marcus Fleming nadat deze laatste een artikel had geschreven met de titel Quota versus waardevermindering. Bij deze gelegenheid stellen wij vast dat hij na de Grote Depressie beslist een protectionistisch standpunt heeft ingenomen. Hij was van mening dat quota doeltreffender zouden kunnen zijn dan een depreciatie van de valuta om externe onevenwichtigheden aan te pakken. Voor Keynes was een depreciatie van de valuta dus niet langer voldoende en werden protectionistische maatregelen noodzakelijk om handelstekorten te voorkomen. Om de terugkeer van crises als gevolg van een zelfregulerend economisch systeem te voorkomen, leek het hem essentieel om de handel te reguleren en de vrijhandel een halt toe te roepen (deregulering van de buitenlandse handel).
Hij wijst erop dat landen die meer importeren dan exporteren, hun economie verzwakken. Wanneer het handelstekort toeneemt, stijgt de werkloosheid en vertraagt de groei. En overschotlanden oefenen een "negatieve externaliteit" uit op hun handelspartners. Zij worden rijker ten koste van anderen en vernietigen de productie van hun handelspartners. John Maynard Keynes was van mening dat de producten van landen met een overschot aan goederen moesten worden belast om onevenwichtigheden in de handel te voorkomen Hij gelooft dus niet meer in de theorie van comparatief voordeel (waarop vrijhandel is gebaseerd), waarin staat dat het handelstekort er niet toe doet, aangezien handel voor beide partijen voordelig is.
Dit verklaart ook zijn bereidheid om in deze voorstellen voor de Bretton Woods akkoorden de liberalisering van de internationale handel Vrijhandel te vervangen door een reguleringssysteem gericht op het opheffen van onevenwichtigheden in het handelsverkeer. 

## Invloed en ondergang
In de eerste decennia na de Tweede Wereldoorlog waren keynesiaanse ideeën dominant in zowel de academische economie als het economisch beleid van de westerse landen, of deze nu liberaal, conservatief of sociaaldemocratisch geregeerd werden. In de jaren 70 stak echter het fenomeen stagflatie te kop op: hoge inflatie, tegelijk met stagnatie en hoge werkloosheid. Markteconomieën bleken zich niet zo te gedragen als op basis van de Phillipscurve werd voorspeld.
De keynesianen vonden geen antwoord op het raadsel van de stagflatie, dat vrijwel het gehele westen in crisis had gestort. De stroming was intussen gespleten in de nieuwkeynesiaanse en postkeynesiaanse scholen, zodat een intellectueel vacuüm ontstond. In dit vacuüm sprongen de monetaristen, met voorop Milton Friedman, die in 1976 de Nobelprijs voor economie won omdat hij wel een verklaring voor de afwijking van de Phillipscurve vond. Friedman formuleerde zijn idee van een natuurlijk werkloosheidspercentage en leek, aanvankelijk, van de feiten gelijk te krijgen. De keynesiaanse dominantie in de academische economie was voorbij; de neoklassieke theorie beleefde een terugkeer als centrale verklaring voor de werking van markteconomieën (nu echter vaak gecorrigeerd door keynesiaanse resultaten; zie neoklassieke synthese). Het keynesiaanse tijdperk in het economisch beleid maakte vanaf midden jaren 70 plaats voor het neoliberale tijdperk.
Door de kredietcrisis van 2007 raakte het neoliberalisme in diskrediet. In de paar jaar daarop vond een opleving van keynesiaans denken en beleidsexperimenten plaats. In 2020 werd de diepgaande recessie veroorzaakt door de coronapandemie wereldwijd bestreden met een expansief fiscaal en monetair beleid.